# ريوجي أوكوتومو
ريوجي أوكوتومو (باليابانية: 行友 亮二) (20 أبريل 1979 في فوكوياما في اليابان – )؛ هو لاعب كرة قدم سابق كان يلعب كلاعب وسط.